# دائرة بو إسماعيل
دائرة بو إسماعيل هي إحدى دوائر ولاية تيبازة الجزائرية. مقر الدائرة، مدينة بو إسماعيل الساحلية، يبعد حوالي 45 كلم عن الجزائر العاصمة. ويقع تحديداً بين مدينتي الجزائر وتيبازة الساحلية مقر الولاية التي تبعدها حوالي 20 كلم.
تعد دائرة بو إسماعيل من أكبر التكتلات العمرانية لولاية تيبازة السياحية، حيث كان عدد سكانها لا يتعدى 6000 نسمة قبل سنة 1962. أما الآن فقد تضاعف بعشرة مرات حيث يقدر الآن بحوالي 60000 نسمة.
تضم الدائرة 4 بلديات هي :
- بو إسماعيل
- بوهارون
- خميستي
- عين تقورايت

## التعليم الجامعي
تضم هذه الدائرة العديد من مؤسسات التعليم الجامعي، منها:
- المدرسة الوطنية العليا للبحرية.[1]